# Billy Wooten
Billy Wooten (geb. in New York City; gest. März 2016 in Indianapolis) war ein US-amerikanischer Soul-Jazz- und Rhythm-and-Blues-Vibraphonist.
Billy Wooten lernte zunächst Klavier und spielte dann verschiedenen Blasinstrumente wie Trompete, Posaune und Waldhorn, bevor er sich während seiner Zeit auf dem College an der Rutgers University dem Vibraphon und der Marimba zuwandte. Um 1960/61 verließ er das College und ging in der Begleitband des Blues-Sängerduos Dean and Jean auf Tournee. Von 1964 bis 1968 tourte er mit einer eigenen Formation, die sich Billy Wooten and the Invaders nannte und Jazz und Rhythm and Blues spielte. Mit dieser Gruppe begleitete er auch Smokey Robinson und Gladys Knight. 1968 spielte er in Indianapolis, wo er ein Engagement mit seiner Soul-Jazz-Gruppe in der Hub-Bub Lounge in der West 34th Street erhielt, später im Club 19th Hole in der Harding Street. 
Von 1969 bis 1971 ging Wooten mit dem Gitarristen Grant Green auf Tournee und wirkte bei einigen Blue-Note-Alben Greens aus dieser Zeit mit wie Visions und Shades of Green (1971). Als Sideman war Wooten auch an Aufnahmen des Sängers Jerry Butler und seiner Formation Soulful Strings beteiligt. Mit Mitgliedern der Green-Band, dem Schlagzeuger Harold Cardwell und dem Organisten Emmanuel Riggins kehrte er nach Indianapolis zurück, um wieder im 19th Hole unter dem Bandnamen Wooden Glass aufzutreten. Das Ensemble nahm 1972 ein Livealbum auf, das auf Wootens eigenem Label Interim erschien, sowie ein Studioalbum (19th  Hole), das auf Eastbound Records erschien.

## Diskographische Hinweise
- The Wooden Glass Recorded Live featuring Billy Wooten (1972)
- Lost Tapes (P-Vine, 1972–1980, ed. 2007)
- In This World (Vivid Sound, 2001)